# Tak 23
Een tak 23-levensverzekering (tak 23) is een Belgische spaarformule die niet zoals gebruikelijk afhangt van een bank, maar van een verzekeringsmaatschappij. De verzekeringspremie die de verzekerde betaalt voor de opbouw van het saldo van de levensverzekering wordt ingezet in beleggingsfondsen zonder rendementsgarantie.